# Lygodactylus chobiensis
Espèce
Synonymes
- Lygodactylus picturatus chobiensis Fitzsimons, 1932

Statut de conservation UICN

 LC  : Préoccupation mineure
Lygodactylus chobiensis est une espèce de geckos de la famille des Gekkonidae.

## Répartition
Cette espèce se rencontre en Namibie, au Botswana, au Zimbabwe, en Zambie et au Mozambique.

## Étymologie
Son nom d'espèce, composé de chob[e] et du suffixe latin -ensis, « qui vit dans, qui habite », lui a été donné en référence au lieu de sa découverte, le bassin de la rivière Chobe.

## Publication originale
- FitzSimons, 1932 : Preliminary descriptions of new forms of South African Reptilia and Amphibia, from the Vernay-Lang Kalahari Expedition, 1930. Annals of the Transvaal Museum, vol. 15, n. 1, p. 35-40 (texte intégral).